# Trigonectes aplocheiloides
Trigonectes aplocheiloides är en fiskart som beskrevs av Huber, 1995. Trigonectes aplocheiloides ingår i släktet Trigonectes och familjen Rivulidae. Inga underarter finns listade i Catalogue of Life.